# Ambition (album)
Ambition – album zespołu Deadlock wydany w 1981 roku przez francuską firmę Blitzkrieg Records. W Polsce płyta ukazała się dopiero w 2003 pt. Ambicja nakładem wydawnictwa W Moich Oczach. Reedycja CD została uzupełniona o nagrania pochodzące z koncertu, który odbył się 9 sierpnia 1980 podczas „I Ogólnopolskiego Przeglądu Nowej Fali” w Kołobrzegu. W 2008 album został ponownie wznowiony w formie CD i LP (zachowując oryginalną listę utworów). Płyta została również opatrzona książeczką opisującą historię zespołu.

## Lista utworów
LP 1981/ LP 2008:
1. „Ambition” – 5:13
2. „Psalm Number 1” – 4:01
3. „Everywhere” – 4:22
4. „Frontline” – 4:55
5. „Am I Victim of Safety Pin?” – 3:43
6. „Get Up Stand Up” – 5:37
7. „I'm on the Top” – 4:27
8. „Frontline” – 4:59

CD 2003/ CD 2008:
1. „Shitter” – 1:09
2. „I Hate Saturdays” – 3:43
3. „Boredom” – 2:30
4. „I Don't Wanna Be Walked On” – 1:42
5. „We Are Deadlock” – 2:49

- Utwory (1–8) zostały nagrane w studiu Politechniki Warszawskiej na początku 1981 roku.
- Utwory (9–13) zostały nagrane na "I Ogólnopolskim Przeglądzie Nowej Fali" w Kołobrzegu 9 sierpnia 1980. W 1995 zostały wydane na winylowym singlu bootlegowym Kołobrzeg '80

## Skład
- Mirek Szatkowski – śpiew, dzwonki (1–13)
- Jacek "Fidel" Tobiasz – bas (1–8)
- Robert "Afa" Brylewski – gitara (1–8)
- Maciej "Guru" Góralski – perkusja (1–13)
- Tomasz Świtalski – saksofon (8)
- Rafał "Róża" Wydlarski – bas (9–13)
- Maciej "Brunet" Wiliński – gitara (9–13)